# Estación Termini (película)
Estación Termini (Stazione Termini, título original en italiano; Terminal Station o Indiscretion of an American Wife, en inglés) es una película dirigida por el italiano Vittorio De Sica en 1953, protagonizada por Montgomery Clift, Jennifer Jones y Richard Beymer. La película participó en el festival de Cannes de dicho año.
Cuenta la historia amorosa entre una mujer estadounidense y un hombre italiano que deben tomar una decisión en la estación ferroviaria homónima de Roma.
Es la primera película en Hollywood del director italiano De Sica, como una coproducción internacional con David O. Selznick. La colaboración estuvo plagada de constantes y profundas diferencias entre los dos, que resultaron en dos versiones diferentes de la misma película: la versión italiana de 89 minutos y una recortada versión norteamericana de 72 minutos con el título alternativo de Indiscretion of an American Wife. Después de esta experiencia De Sica no volvió a trabajar con ningún productor de Hollywood; sin embargo, más adelante hizo películas en inglés con actores norteamericanos.

## Premios
Premios Óscar
| Año  | Categoría                                     | Receptor       | Resultado |
| ---- | --------------------------------------------- | -------------- | --------- |
| 1955 | Mejor diseño de vestuario (en blanco y negro) | Christian Dior | Nominado  |